# Fulani
Fulani (fula: Fulɓe, 𞤆𞤵𞤤𞤩𞤫), Peul eller Fulbe är en etnisk folkgrupp tillhörande den västatlantiska grenen av Niger-Kongofolket. De talar språket fula och majoriteten utövar islam, många är anhängare av sufiordnar. Fulani dominerar numer i åtskilliga västafrikanska länder – militärt, politiskt och religiöst.
Folkgruppen omfattar åtminstone 40 miljoner personer i Västafrika, Centralafrika och Östafrika, men ungefär hälften är bosatta i Nigeria.

## Geografisk spridning
Under 800- och 900-talen fanns i kustlandet i nuvarande Senegal ett fulanirike som införde islam i området. De fortsatte leva i södra delarna av nuvarande Senegal under 1000-talet. Därifrån spred de sig under de följande århundradena till östra och södra delarna av nuvarande Sudan och nådde ända till Wadai öster om Tchadsjön. Under åren mellan 1400 och 1800-talen grundade eller tog de makten i flera stora stater, främst i följande områden:
- Mandingo-området, som är beläget i norra Senegal och Niger
- Hausa-länderna i nuvarande norra Nigeria
- Adamaoua i nuvarande Kamerun.

Det är främst inom dessa områden som de fortfarande finns i större och mindre koncentrationer. Betydande fulanibefolkningar finns dessutom i Guinea, Mali, Mauretanien, Gambia, Sierra Leone, Burkina Faso, Guinea Bissau, Elfenbenskusten, Togo, Ghana och Liberia.

## Ekonomi
Ursprungligen var fulani ett expansivt nomadfolk men sedan 1700-talet har de allteftersom blivit mer bofasta och lever av både boskapsskötsel och i viss utsträckning även av jordbruk. Folkgruppen anses vara världens största boskapsskötande folk. Den traditionella fördelningen är att männen ansvarar för att vallar boskapen medan kvinnorna ansvarar för mjölkning och försäljning av mjölkprodukterna.

## Religion
Majoriteten, över 90 procent, av fulani är anhängare av islam. Olika grupper inom folkgruppen tillämpar dock islam olika strikt och även de religiösa kunskaperna varierar dem emellan. En stor andel är anhängare av sufiordnar. Primärt är det de urbana grupperna som är de främsta anhängarna av islam medan de jordbrukande grupperna har en mer liberal inställning till religionen eller inte alls utövar den.